# Amyl and the Sniffers
Amyl and the Sniffers est un groupe de rock australien basé à Melbourne, composé de la chanteuse Amy Taylor, du batteur Bryce Wilson, du guitariste Declan Martens et du bassiste Gus Romer. Le groupe est héritier du mouvement féministe riot grrrl.

## Histoire

### Formation et identité musicale

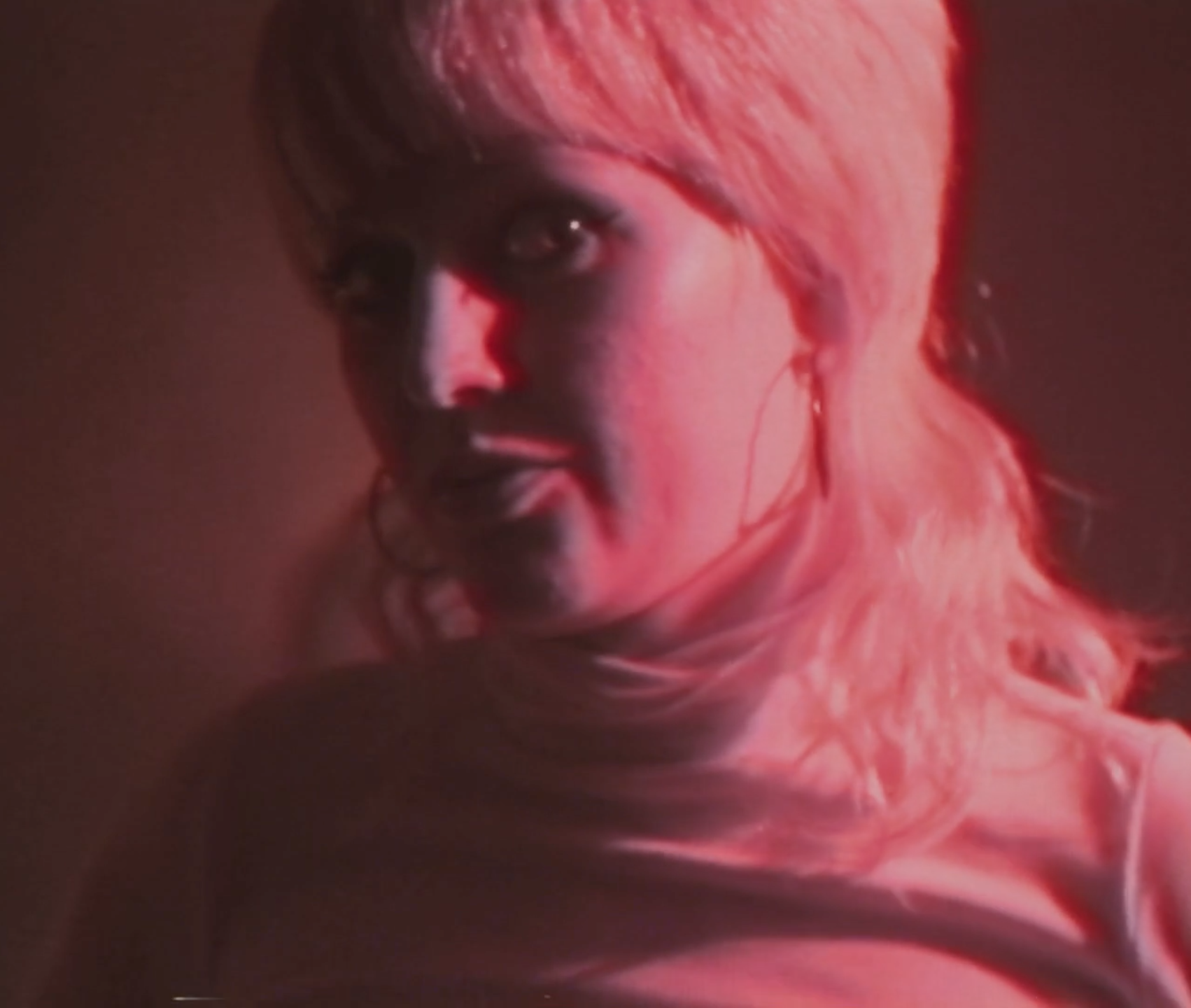
La chanteuse Amy Taylor dans un enregistrement live en 2017.

Le groupe a été formé par des colocataires[réf. nécessaire] : Taylor, Wilson et Martens et Calum Newton (AKA Candy) à Balaclava, Melbourne. Ils tirent leur nom (« Amyl et les renifleurs ») de l'argot australien désignant le nitrite d'amyle, également connu sous le nom de poppers. Amy Taylor a comparé leur musique à la drogue dans une interview avec Paul Glynn de la BBC : « En Australie, nous appelons le poppers Amyl. Alors vous le reniflez, cela dure 30 secondes et ensuite vous avez mal à la tête – et c'est à cela que nous ressemblons ! ». Leur son a été comparé à des groupes de hard rock des années 1970 tels que Iggy Pop, The Stooges et The Damned. Cependant, Taylor a cité un certain nombre d'influences variées, notamment Minor Threat, Ceremony, AC/DC, Sleaford Mods, Dolly Parton et Cardi B,.

### 2016-2017: Deux EP:Giddy UpetBig Attraction
Les quatre ont écrit, enregistré et sorti leur premier EP, Giddy Up, en l'espace de 12 heures. Calum a quitté le groupe pour se lancer dans la musique solo et a été remplacé par Gus Romer.
Un deuxième EP, Big Attraction, est sorti en 2017.

### 2018: premier albumAmyl and the Sniffers
En 2018, le groupe entre en studio pour enregistrer son premier album avec le producteur Ross Orton, ancien batteur de Add N to (X). Le résultat a été l'album éponyme Amyl and the Sniffers, sorti le 24 mai 2019 et qui a reçu des critiques généralement positives, notamment un 7,2 de Pitchfork et 4 étoiles sur 5 de NME et AllMusic. À la lumière de la sortie de l'album, Happy Mag a placé le groupe au 9e rang de sa liste des « 15 artistes féminines australiennes qui changent la donne en ce moment », félicitant la chanteuse Amy Taylor pour être « l'une des personnes les plus rockeuses sur la surface de la planète ».

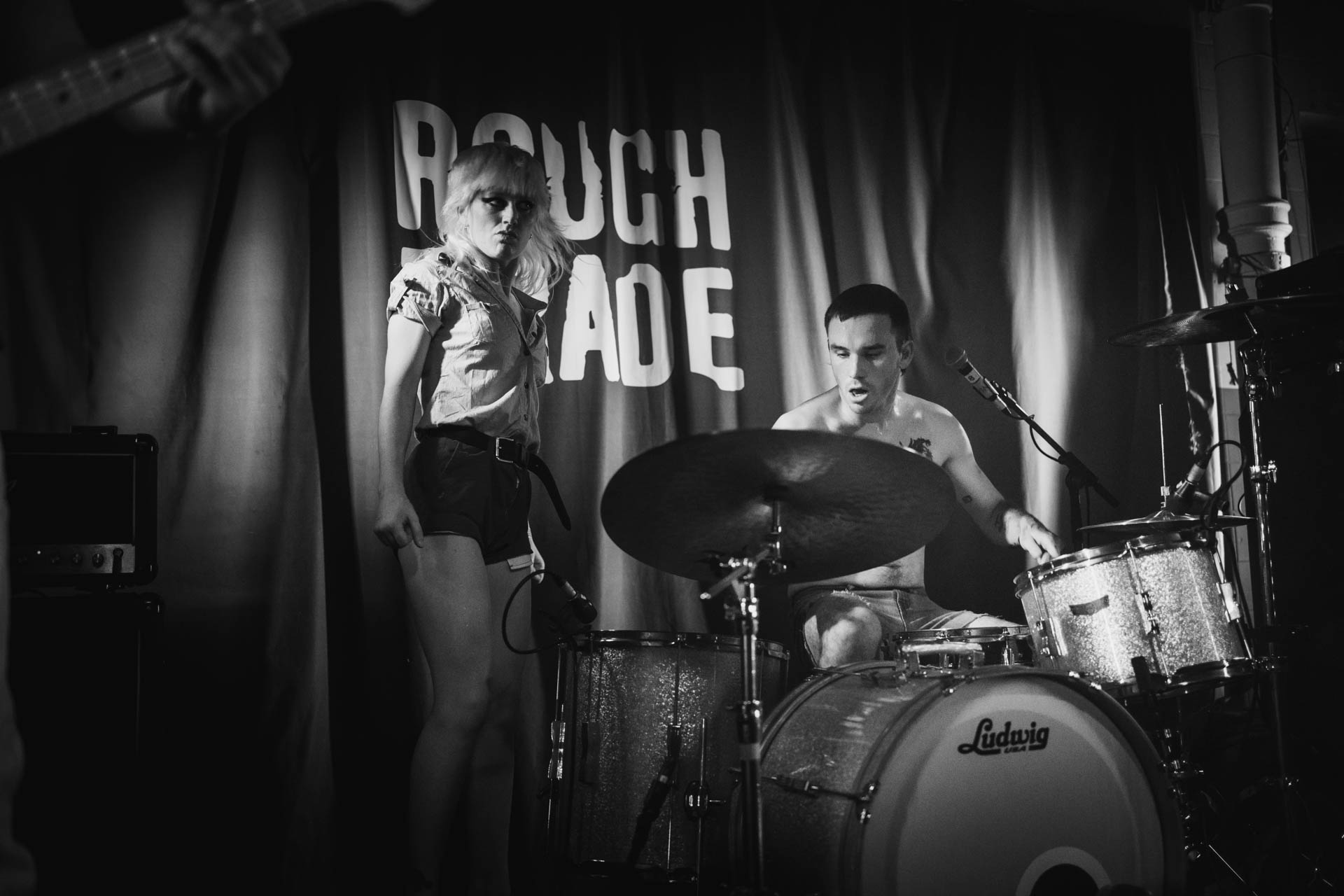
Amyl and the Sniffers en 2021.

Aux ARIA Music Awards de 2019, Amyl and the Sniffers a remporté le ARIA Award du meilleur album rock . En février 2020, il est nommé pour l'Australian Music Prize 2019.

### 2021: deuxième albumComfort to Me
Le 7 juillet 2021, Amyl and the Sniffers a annoncé son deuxième album studio Comfort to Me, aux côtés du premier single Guided by Angels,. L'album a été enregistré au Sound Park, à Melbourne. Fin juillet, le groupe sort un autre single, Security. Trois jours avant la sortie de l'album, le groupe a sorti un dernier single, Hertz, accompagné d'un clip vidéo complémentaire. L'album Comfort to Me devait initialement sortir début octobre 2021, mais a été avancé et sorti le 10 septembre.
En juin et juillet 2022, le groupe a joué en première partie pour Weezer, Fall Out Boy et Green Day lors de la partie européenne du Hella Mega Tour. En avril 2023, le groupe part en tournée avec The Smashing Pumpkins et Jane's Addiction.
Le groupe est actuellement composé de la chanteuse Amy Taylor, du batteur Bryce Wilson, du guitariste Declan Martens et du bassiste Gus Romer.

### 2024: troisième albumCartoon Darkness
En 2024, sort Cartoon Darkness'.

## Discographie

### Albums
| Titre                      | Détails | Meilleurs classements | Meilleurs classements | Meilleurs classements | Meilleurs classements | Meilleurs classements | Meilleurs classements |                     |
| Titre                      | Détails | Australie             | Belgique(Ultratop)    | ALLEMAGNE             | Irlande               | Suisse                | ROYAUME-UNI           | États-Unis (Ventes) |
| -------------------------- | --- | --------------------- | --------------------- | --------------------- | --------------------- | --------------------- | --------------------- | ------------------- |
| Amyl and the Sniffers (en) | - Sortie : 24 mai 2019 - Formats : CD, téléchargement numérique, streaming, LP - Étiquette : Flightless, Rough Trade, ATO Records | 22                    | —                     | —                     | —                     | —                     | 91                    | —                   |
| Comfort to Me (en)         | - Sortie : 10 septembre 2021 - Formats : CD, téléchargement numérique, streaming, LP - Étiquette : B2B, Rough Trade, ATO Records  | 2                     | 83                    | 22                    | 88                    | 98                    | 21                    | 18                  |
| Cartoon Darkness           | - Sortie : 25 octobre 2024 - Formats : CD, téléchargement numérique, streaming, LP - Étiquette : B2B, Virgin Music                |                       |                       |                       |                       |                       |                       |                     |

### EP
| Titre          | Détails                                                                                |
| -------------- | -------------------------------------------------------------------------------------- |
| Giddy Up       | - Sortie : 24 février 2016 - Format : Cassette, téléchargement numérique - Autoproduit |
| Big attraction | - Sortie : 15 mars 2017 - Format : Cassette, téléchargement numérique - Autoproduit    |

### Singles
| Titre                           | Année | Album                 |
| ------------------------------- | ----- | --------------------- |
| "Balaclava Lover Boogie"        | 2018  | Big Attraction        |
| "Cup of Destiny"                | 2018  | Amyl and the Sniffers |
| "Some Mutts (Can't Be Muzzled)" | 2018  | Amyl and the Sniffers |
| "Monsoon Rock"                  | 2019  | Amyl and the Sniffers |
| "Got You"                       | 2019  | Amyl and the Sniffers |
| "Gacked on Anger"               | 2019  | Amyl and the Sniffers |
| "Guided by Angels"              | 2021  | Comfort to Me         |
| "Security"                      | 2021  | Comfort to Me         |
| "Hertz"                         | 2021  | Comfort to Me         |